# Rendezvous in Paris (1995)
Rendezvous in Paris ist ein Episodenfilm des französischen Filmemachers Éric Rohmer aus dem Jahr 1995. Drei Episoden zeigen junge Menschen in Liebesbeziehungen oder auf Partnersuche in wechselnden Örtlichkeiten von Paris. Eingerahmt werden die Episoden von einer Musette, die in der Rue Mouffetard dargeboten wird.

## Handlung

### Rendezvous um 7
Esther erfährt, dass ihr Freund Horace an den Abenden, an denen er angeblich keine Zeit für sie hat, in Begleitung anderer Frauen ausgeht. Er sucht sich dafür stets das Café Dame Tartine am Strawinski-Brunnen nahe dem Centre Georges-Pompidou aus, eine Gegend, die Esther gewöhnlich meidet. Während sie diese Neuigkeit noch verarbeiten muss, wird Esther auf einem Markt am Boulevard Edgar-Quinet von einem jungen Mann angesprochen, der hartnäckig versucht, ihre Bekanntschaft zu machen. Aus einer Laune heraus macht sie ein Rendezvous im Dame Tartine um 7 Uhr aus. Als sie später das Fehlen ihrer Geldbörse bemerkt, ist sie überzeugt, dass der aufdringliche Verehrer ein Taschendieb gewesen sein muss.
Nur wenige Stunden später klingelt eine unbekannte junge Frau an ihrer Tür und bringt die gefundene, allerdings entleerte Geldbörse zurück, in der Esthers Adresse stand. Diese erzählt von ihrem Flirt mit dem vermeintlichen Taschendieb. Die junge Frau schlägt vor, Esther solle sie zum Café begleiten, in dem sie auch eine Verabredung hat. So könne sie sich vergewissern, ob der junge Mann den Flirt ernst gemeint hat oder sich nicht blicken lässt, weil er bloß ein Dieb war. Schon von weitem erkennt Esther Horace im Café, und es stellt sich heraus, dass die junge Finderin ausgerechnet sein Rendezvous ist. Eine Weile tun Esther und Horace so, als würden sie sich nicht kennen. Schließlich steht sie auf und geht, verfolgt von ihrem Freund, der verzweifelte Entschuldigungen vorbringt. Verwirrt verlässt die allein zurückgebliebene Finderin ebenfalls das Café. An ihren Tisch setzt sich der junge Verehrer vom Markt, der nach Esther Ausschau hält.

### Die Bänke von Paris
Eine junge Frau steckt in einer leidenschaftslosen Beziehung mit ihrem Freund Benoît fest, einem Bürokraten mit Aussicht auf große Karriere. Nebenher trifft sie sich mit einem Lehrer aus Bobigny, der sie bedingungslos verehrt und für sich zu gewinnen versucht. Beim Versuch, Benoît auszuweichen, führen ihre Rendezvous quer durch Paris, von der Fontaine Médicis im Jardin du Luxembourg zum Cimetière Saint-Vincent, dem Bateau-Lavoir, dem Parc de Belleville, dem Parc de la Villette, dem Parc Montsouris, den Jardins du Trocadéro und dem Jardin des Serres d’Auteuil. Doch sie hält ihn weiter auf Distanz, und mit dem Ablauf der Jahreszeiten und kälter werdenden Temperaturen werden auch die Freiluft-Treffen immer ungemütlicher.
Als Benoît für ein Wochenende nach Lyon verreist, schlägt die junge Frau ihrem Verehrer vor, die Zeit gemeinsam wie ein Touristenpaar zu verbringen, das Paris entdeckt. Sie wollen in einem Hotel am Montmartre übernachten, doch ausgerechnet dort sehen sie Benoît, der augenscheinlich fremdgeht. Während der Lehrer hofft, nun endlich an Benoîts Stelle treten zu können, macht ihm seine Angebetete klar, dass sie beide verlassen wird. Sie habe ihn nur gebraucht, um Benoît zu ertragen. Ohne die Beziehung zu Benoît hat sie auch keine Verwendung mehr für ihre Affäre.

### Mutter und Kind 1907
Ein Maler erhält Besuch von einer schwedischen Touristin. Sie ist die Cousine einer Freundin, die er durch Paris führen soll. Doch das Gespräch zeigt schnell, dass beide kaum miteinander harmonieren. Unverblümt kritisiert die Schwedin die Bilder des Malers, die sie als zu trist und düster empfindet. Sie liebt Sauberkeit, helles Weiß und leuchtende Farben. Er sieht umgekehrt herab auf das unqualifizierte Urteil der Dekorateurin. Am Eingang des Musée Picasso lässt er sie stehen, weil er angeblich beschäftigt ist. Auf dem Rückweg begegnet er einer jungen Frau, die ihn auf Anhieb fasziniert. Er folgt ihr, und sie führt ihn zurück ins Museum, wo sie besonders Picassos Gemälde Mutter und Kind aus dem Jahr 1907 studiert. Die Schwedin entdeckt ihn, und um vor der Unbekannten anzugeben, doziert er gelehrt über Picassos Gemälde, in dessen roten Farbflächen sein schwedischer Gast nur „Beefsteak und Schinken“ ausmacht.
Als die Unbekannte das Museum wieder verlässt, lässt er die Schwedin erneut stehen, folgt ihr und spricht sie schließlich an. Es stellt sich heraus, dass sie frisch verheiratet und auf Flitterwochen in Paris ist. Sie hat das Bild nur deshalb so intensiv studiert, um die Farbechtheit eines Druckes ihres Mannes, eines Kunstverlegers aus Genf, zu prüfen. Da sie vor dem Treffen mit ihm noch zwei Stunden Zeit hat, folgt sie dem Maler in sein Atelier, weist allerdings sämtliche Avancen ab und richtet seine Aufmerksamkeit vielmehr auf die schöne Schwedin, die doch die perfekte Muse für einen Künstler abgäbe. Nachdem sie gegangen ist, kehrt der Maler zurück zum La Coupole, wo er sich mit der Schwedin verabredet hat. Doch diese erscheint nicht. Damit der Tag nicht ganz vergeblich gewesen ist, kehrt er zurück in sein Atelier und malt. Am folgenden Morgen sind seine Bilder mit hellem Weiß und leuchtenden Farben übermalt, wie es dem Geschmack der Schwedin entsprochen hätte.

## Hintergrund
Rendezvous in Paris ist ein Film, in dem sich Rohmer einige Freiheiten nahm und den er außerhalb seiner Filmyzyklen – in den 1990er Jahren die Erzählungen der vier Jahreszeiten – ansiedelte. er kehrte zurück zur Arbeitsweise von Das grüne Leuchten (1986) und Vier Abenteuer von Reinette und Mirabelle (1987), einfachen Geschichten, einem minimalen Filmteam von inklusive Darstellern sechs bis acht Personen und 16-mm-Film. Zudem war der Film eine nostalgische Referenz an Paris gesehen von…, einen Kollektivfilm französischer Regisseure aus dem Jahr 1965, zu dem Rohmer die Episode Place de l’Étoile beigetragen hatte.
Bei den drei Episoden ließ sich Rohmer von den jungen Schauspielerinnen beeinflussen, mit denen er sich regelmäßig traf und unterhielt. Florence Rauscher, die für den Film in Aurore umbenannt wurde, kannte er bereits seit 1989. Die wechselnden Lokalitäten von Die Bänke von Paris wiederholten seine Treffen mit der jungen Frau. Die Figur war nach ihrer Persönlichkeit modelliert, und ihren männlichen Gegenpart, der an den jungen Gymnasiallehrer erinnert, der Rohmer selbst einmal gewesen war, ließ er sie unter den Bewerbern für die Rolle aussuchen. Clara Bellar traf er seit 1992 und verknüpfte für die Handlung von Rendezvous um 7 zwei Erlebnisse, die sie ihm erzählt hatte. Ihre Freundin Judith Chancel besetzte er als Finderin der Geldbörse, die für den Kulminationspunkt der Geschichte sorgt. Die dritte Episode erinnert an Rohmers Moralische Erzählungen aus den 1960er Jahren, aber auch sie formte er um die Persönlichkeit Bénédicte Loyens, die er 1994 kennengelernt hatte. Der Maler und seine Werke sind von Pierre de Chevilly inspiriert, einem Freund Bernadette Lafonts.
Die Dreharbeiten erstreckten sich über einige Monate von Frühling bis Herbst 1994. Aufgrund des kleinen Filmteams fanden sie, obwohl mitten in Paris, von der Öffentlichkeit weitgehend unbemerkt statt. Die notwendigen Genehmigungen holte sich Rohmer unter dem Tarnnamen Lazare Garcin für ein kleines franko-kanadisches Produktionsteam ein, das angeblich eine Dokumentation über Pariser Bänke drehen wollte. Der Film kam am 22. März 1995 in die französischen Kinos. Die deutsche Synchronfassung wurde erstmals am 13. Juli 1995 aufgeführt.

## Rezeption
Rendezvous in Paris war in Frankreich kein Kinoerfolg, auch wenn die rund 80.000 Besucher die geringen Produktionskosten mühelos wieder einspielten. Ein Erfolg wurde der Film allerdings im Ausland, wo er geradezu als Wahrzeichen der Romantisierung von Paris in der Nouvelle Vague angesehen wurde. In den Vereinigten Staaten, Japan und Deutschland spielte der Film sechs Mal so viel Geld ein wie in Frankreich, und die Kritiken waren zahlreich und überschwänglich.
Die Filmkritiken in Frankreich waren gemischt. Einige Kritiker wie Jean-Michel Frodon in Le Monde oder Thierry Jousse in Cahiers du cinéma sahen in dem Film ein Meisterwerk. Andere waren im Ton herablassend und sprachen von „Amüsement-Filmen“ (Claude-Marie Trémois in Télérama) oder „kleinen Arbeiten ohne Überraschungen“ (Danielle Attali in Le Journal du Dimanche). Großes Lob kam vom Kollegen Jacques Rivette in Les Inrockuptibles, der Rendezvous in Paris an der Spitze von Rohmers Werk sah und namentlich die dritte Episode als einen Gipfel des französischen Kinos. „Es ist der Film von absoluter Anmut“.
Auch Roger Ebert hielt den Film für einen von Rohmers besten. Zwar gäbe es darin höchstens zwei wirklich Liebende, doch die Stadt Paris inspiriere selbst solche Menschen zur Liebe, deren Herz nicht beteiligt sei. „Rohmer illustriert glänzend die Theorie, dass Pariser zwei Arten von Geschlechtsverkehr besitzen, von denen die primäre die Kraft der Sprache ist.“ Janet Maslin zog in der New York Times das Fazit: „Eric Rohmers Rendezvous in Paris ist eine Oase von besinnlicher Intelligenz in diesem Filmsommer, das drei anmutige und elegante Parabeln mit einer moralischen Gewandtheit vorführt, die Rohmer als den Aesop der Liebe kennzeichnen.“
Der Filmdienst urteilte: „Ein kluger Film mit einfühlsamen Dialogen, der die Stadt Paris sehr reizvoll als ‚Darsteller‘ in die Handlung einbezieht.“ Rainer Gansera beschrieb den Film in der Zeit als eine „Trilogie der Begegnungen und Entzweiungen“, drei Variationen des „anrührenden, komischen und auch grausamen“ Liebesspiels: „Drei kleine Intrigen, minimale anekdotische Kombinationen und das Triptychon eines labyrinthischen Paris, in dem Liebende ohne Ariadnefaden umherirren.“